# ديفيد هاغن
ديفيد هاغن (بالإنجليزية: David Hagen)‏ (5 مايو 1973 بإدنبرة في المملكة المتحدة - 24 يوليو 2020) هو لاعب كرة قدم بريطاني في مركز الوسط. شارك مع منتخب اسكتلندا تحت 21 سنة لكرة القدم. أما مع النوادي، فقد لعب مع بونيس يونايتد ونادي رينجرز ونادي فالكيرك وهارت أوف ميدلوثيان ونادي كلايد ونادي ليفينغستون لكرة القدم ونادي بيترهيد ‏.

## وصلات خارجية
- ديفيد هاغن على موقع الاتحاد الدولي (مؤرشف)  (الإنجليزية)
- ديفيد هاغن على موقع قاعدة بيانات كرة القدم.إي يو (الإنجليزية)
- ديفيد هاغن على موقع Soccerbase.com (لاعب) (الإنجليزية)